# Маликов, Валерий Васильевич
Вале́рий Васи́льевич Ма́ликов (укр. Валерій Васильович Маліков, 30 марта 1942 — 31 декабря 2016) — украинский организатор органов государственной безопасности и государственный деятель, генерал-полковник, председатель Службы безопасности Украины (СБУ) (1994—1995).

## Биография
В 1971 г. окончил экономический факультет Харьковского государственного университета, затем — Высшие курсы КГБ СССР (1971) и курсы при Высшей Краснознаменной школе КГБ СССР (1989).
- 1959—1961 гг. — оператор Ждановской газораспределительной станции, г. Мариуполь (Жданов),
- 1961—1964 гг. — служба в Советской армии,
- 1964—1970 гг. — работа в общественных организациях, г. Харьков,
- 1970 г. — в КГБ УССР на оперативных и руководящих должностях: дежурный офицер,
- 1971—1980 гг. — оперуполномоченный, начальник подразделения управления КГБ в Харьковской области, г. Харьков,
- 1980—1988 гг. — заместитель начальника управления кадров КГБ УССР,
- 1988—1991 гг. — начальник УКГБ УССР в Черкасской области,
- 1991—1992 гг. — заместитель председателя Службы национальной безопасности Украины,
- январь-декабрь 1992 г. — заместитель председателя СБУ — начальник управления СБУ в Киеве и Киевской области,
- 1992—1994 гг. — первый заместитель председателя,
- 1994—1995 гг. — председатель СБУ,
- 1995—1996 гг. — советник премьер-министра Украины,
- 1996—1997 гг. — главный консультант Секретариата Верховной рады Украины,
- 1997—2004 гг. — первый заместитель председателя Счетной палаты Украины.[2]

## Награды и звания
Орден «За заслуги» III ст. (03.2012). Орден «Знак Почета». 6 медалей.